# Lorenz Bergmann
Lorenz Bergmann, född 4 juli 1875, död 20 mars 1966, var en dansk filosof.
Bergmann blev lektor i missionshistoria vid Köpenhamns universitet 1918, docent 1923, professor 1939. Bland hans skrifter märks Kirkehistorie (2 band, 1908-1910, 5:e utgåvan 1935-1941), Zinzendorfs Insats i Missionens Historie (1935) och Den lutherske Reformation og Missionen (1936).